# Кобець Григорій Якович
Кобець Григорій Якович, справжнє ім'я — Драч Михайло Мусійович (біл. Кобец Рыгор Якаўлевіч; 24 липня 1898, Єлисаветград — 9 вересня 1990, Мінськ) — білоруський письменник, сценарист, кінодраматург. Заслужений діяч мистецтв БРСР (1935). Член спілки письменників СРСР. Один із засновників білоруського театру і кіно, ініціатор створення республіканської кіностудії, для якої написав сценарії перших білоруських звукових фільмів.

## Біографія
З 1910 по 1917 — навчався у Єлисаветградському реальному училищі. Належав до партії анархістів. Працював токарем, маркувальником на товарній станції. У 1918—1919 рр. друкувався у місцевих газетах «Наша жизнь», «Друг народа» під псевдонімом Михайло Сандига. Пізніше користувався іншим псевдо — Гриша Лохматий (біл. Рыгор Лахматы). У 1920 році після контрреволюційного заколоту знайшов притулок у Білорусі, де обрав прізвище Ригор Кобець. Працював у Мінську на заводах, а пізніше у редакціях газет.
У 1930-х завідував сценарним відділом кіностудії «Радянська Білорусь». У 1938 році заарештований у Біробіджані. Рік потому виправданий. Мешкав у місті Хабаровськ, де упродовж 1939—1941 рр. був редактором студії кінохроніки. У 1941 році заарештований удруге. 4 жовтня 1942 засуджений до 10-ти років таборів. Відбував покарання на будівництві залізниць у місті Тайшет (Іркутська область), Монголії, і на Забайкаллі. Від 1951 — на поселенні в Киргизії, де працював на різних роботах.
У 1958 році повернувся до Мінська.
Реабілітований у 1960 році.
Довгий час ім'я та творчість письменника замовчувалися.

## Творчість
Писав російською та білоруською мовами. Автор п'єс «Гута» (1929), «А ўсе ж заспяваю», «Ратуй, божа!» (1932), комедій «На заставе» (1935), «Мигрень» (1940), одноактових п'єс «Цяжкі выпадак» (1961), «Катавасія брата Гервасія» (1962), «Нішто сабе жарты» (1962), «Святая тайна» і «Піражкі з чырвонцамі» (1965). Співавтор сценаріїв до фільмів «Паўстанне гневу» (з А. Вольним), «Ураган» (з Б. Бродянським, І. Зельцером), «Двойчы народжаны» (1933), «Шукачі щастя» (1936), «Дняпро ў агні» (з І. Барашком, 1937) та ін.
Написав автобіографічну повість «Ноев ковчег», де вперше у Білорусі показав життя у таборах ГУЛАГу, книгу спогадів «Аўтабіяграфія» (1973).